# Muertos de El Sagrario
El ejército de los Muertos de El Sagrario es, en el universo de ficción creado por el escritor británico J. R. R. Tolkien y en su novela El Señor de los Anillos, un grupo de Hombres Dunlendinos no vivos, que habitan en unas cavernas más allá de la región conocida como El Sagrario, al pie norte de las Montañas Blancas. No pueden descansar en paz a causa de una maldición proclamada por Isildur, pues le traicionaron, siendo condenados a permanecer en una oscura posición entre la vida y la muerte. Solo un heredero del mismo Isildur puede liberarlos de tal maldición. Cada uno de estos muertos recibe el nombre de Perjuro, que alude a la falsedad con que prestaron juramento.

## Historia ficticia
En la época de la fundación de Gondor, estos Hombres juraron fidelidad a Isildur ante la Piedra de Erech. Sin embargo, cuando Isildur los convocó para que lucharan contra Sauron en la Guerra de la Última Alianza, rompieron ese juramento, pues habían servido a Sauron en los Años Oscuros. Entonces, Isildur los maldijo a no conocer reposo hasta cumplir con su juramento acudiendo en auxilio de Gondor y de su rey cuando éste los requiriera.
Tras la maldición, los Hombres de las Montañas huyeron y se escondieron en lo más recóndito de las Montañas Blancas, dejando de tener trato con otros Hombres. Una vez muertos no encontraron descanso y vagaron por las tierras que se encontraban encima de El Sagrario, sobre todo por los Senderos de los Muertos, donde no permitían la entrada a nadie. Tolkien los describe como un ejército de neblinas y guijarros blancos que adoptan formas fantasmagóricas pero humanas.
Siglos más tarde, en la época narrada en El Señor de los Anillos, fueron convocados nuevamente, en esta ocasión por Aragorn, heredero de Isildur, en la medianoche del 8 de marzo de 3019 T. E., a la Piedra de Erech, tal y como había sido profetizado, en tiempos de Arvedui, por Malbeth, el Vidente. Pero esta vez los Hombres de las Montañas sí cumplieron con su juramento y siguieron a la Compañía Gris hasta Pelargir, donde derrotaron a los Corsarios de Umbar. Una vez cumplido lo que les había pedido, Aragorn, portador de la espada Andúril y futuro rey de Gondor, deshizo la maldición, por lo que los Hombres Muertos pudieron, finalmente, descansar en paz.

## Adaptaciones
En la trilogía de Peter Jackson, más precisamente en El Señor de los Anillos: el retorno del Rey, el Ejército de los Muertos no sólo derrota a los Corsarios de Umbar en Pelargir, batalla omitida mediante una elipsis argumental, sino que acompaña a Aragorn en los barcos de los Corsarios hasta Osgiliath y lucha en la Batalla de los Campos del Pelennor, decidiendo la suerte de ésta al eliminar el ejército de Sauron, «limpiando» de orcos los alrededores de Minas Tirith. Sólo tras esta segunda batalla son liberados por Aragorn.
En esta película son representados como una legión de fantasmas cubiertos por una neblina verde y con apariencia de cadáveres, que arrasan todo a su paso. Al contrario que en el libro, en el que la única ofensiva del Ejército de los Muertos es el terror que infunden, en la película sus integrantes son capaces de abatir a los enemigos de modo normal, demostrando cierta tangibilidad en las hojas de sus armas.